# Notoplax latalamina
Notoplax latalamina är en blötdjursart som beskrevs av Dell 1956. Notoplax latalamina ingår i släktet Notoplax och familjen Acanthochitonidae. Inga underarter finns listade i Catalogue of Life.